# ランドル・トンプソン

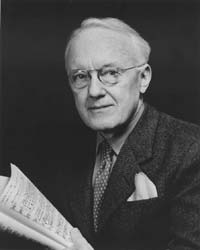
ランドル・トンプソン

ランドル・トンプソン（Randall Thompson、1899年4月21日 - 1984年7月9日）は、アメリカ合衆国の作曲家。
ニューヨーク市出身。ハーバード大学を卒業し、ウェルズリー大学で音楽の助教授と合唱指揮者になり、ロチェスター大学から音楽の博士号を受け取った。その後カーティス音楽学校とハーバード大学で教えた。特に合唱作品で有名である。
作品には3つの交響曲と、「The Testament of Freedom」やエドワード・ヒックスの絵に刺激された「The Peaceable Kingdom」など多くの合唱作品がある。もっとも有名な合唱作品はタングルウッドのバークシャー音楽センターの開館のためにセルゲイ・クーセヴィツキーから委嘱された「Alleluia」である。またオペラ「ソロモンとベルキス」も作曲している。
レナード・バーンスタインはハーバード大学での生徒の１人であった。

## 作品

### 合唱
- The Peaceable Kingdom（1936）
- Alleluia（1940）
- The Testament of Freedom（1943）
- The Last Words of David（1949）
- Frostiana - Seven Country Songs（1959）
- Place of the Blest（1968）
- The Twelve Canticles（1983）

### オペラ
- ソロモンとベルキス

### 交響曲
- 交響曲第1番
- 交響曲第2番（1931）
- 交響曲第3番

### 弦楽四重奏曲
- 弦楽四重奏曲第1番ニ短調
- 弦楽四重奏曲第2番ト長調（1967）

## 文献
- Caroline Cepin Benser en David Francis Urrows: Randall Thompson: A Bio-Bibliography, Greenwood Press, 1991. 248 p., ISBN 0313255210
- David Ewen: The World of Twentieth Century Music, Prentice-Hall, 1970.